# 埔心平交道事故
埔心平交道事故是2012年1月17日發生於台灣桃園縣楊梅市（今桃園市楊梅區）埔心地區的一件鐵路交通事故。一輛砂石車在經過台鐵縱貫線埔心車站以南、通往幸福水泥埔心廠大門的平交道時，砂石車駕駛疑似欲闖越平交道未成功，並有棄車逃跑的行跡，導致其後行經的台鐵太魯閣列車撞上砂石車，造成列車駕駛員蔡崇輝送到醫院後死亡、列車長馮聰華及乘客等23人輕重傷，此後僅能以5列40輛營運。直到2013年2月，TEMU2000普悠瑪自強號列車開始上路載客，才恢復原有運能；而重新打造的TED1010已於2015年3月25日擔任232車次重新投入營運。
事故地點的平交道，於事故後不久的3月1日即遭臺鐵封閉停用。
駕駛蔡崇輝因公殉職，臺鐵積極爭取以最高等級「冒險犯難」加給50%撫卹；但中華民國銓敘部認定屬次一級的「執行職務發生危險」撫卹，加給25%；家屬不服遂提起行政訴訟敗訴。2014年1月16日，事件發生2週年前夕，銓敘部翻案，確認蔡崇輝符合「冒險犯難」因公撫卹要件。
2014年1月17日，臺鐵全線列車駕駛員自發性串連，於當日上午10:00全國同步「鳴笛」5秒鐘，對蔡崇輝盡忠職守、捨身救人之英勇情操致上最高敬意。

## 事發經過
2012年1月17日上午8時42分，位於台鐵縱貫線埔心車站以南（基隆站起73.434公里）的幸福水泥廠平交道，砂石車司機彭永庄疑似在平交道閃光號誌亮起，第一根柵欄放下後闖越，旋即遭第二根柵欄擋住去路。第二根柵欄放下不久，從田中開往花蓮的台鐵278次太魯閣號列車以高速通過此平交道時，剎車不及撞擊砂石車後半段的車斗，把車斗向前推擠約300公尺，直到推進埔心車站月台後才停止。此事故造成列車車頭全毀，前三節車廂亦出軌，300公尺的鐵軌斷成兩截，平交道旁的電車線桿更因強大撞擊力而斷成兩截。機車長蔡崇輝因首當其衝，經搶救後仍於到院後不幸死亡殉職；車上乘客亦有23人輕傷、1人重傷，傷者含列車長馮聰華。
事發後彭永庄被逮捕偵訊，否認闖越平交道，並宣稱當時平交道柵欄放下，先是有1列北上從苗栗到基隆的區間車經過，再來是一列基隆到新竹的區間車通過，之後平交道柵欄升起，他才開車經過；但不到10秒後，柵欄又突然放下，整個車斗卡住，根本來不及反應。檢察官在偵訊後聲請羈押彭永庄，獲准。台鐵在案發後公布監視錄影器，並向彭永庄及其所屬業者求償損失新台幣2.2億元。全案交由檢方調查。

## 罹難者
蔡崇輝（1961年7月30日－2012年1月17日），台灣彰化縣人，家住彰化市台鳳里互助一街，於1988年7月29日進入台鐵，並分發到彰化機務段任職。先由維修列車的技術助理做起，一路升任為機車助理、司機員及機車長，2007年5月8日開始駕駛太魯閣列車。在擔任列車乘務員職期間抱持以客為尊精神，絕不讓列車產生狀況、無故晚點而降低乘坐品質及服務口碑，全心貫注於列車運轉，也成功拯救過不少企圖臥軌自殺尋短的人士。最近15年的行車規章測驗成績有11年滿分，技術測驗則有13年滿分，被同仁視為楷模，也在1997年及1998年獲得榮譽乘務員的最高肯定，也因優異表現獲得主管認同，進而被提拔為訓練彰化機務段新進司機員的教導司機員。
2012年1月17日上午，蔡崇輝駕駛由田中開往花蓮的278次太魯閣號，於8點42分行經桃園市楊梅區幸福水泥平交道南側彎道，看到闖越平交道而卡住的砂石車時，他選擇拉下司軔閥以設法緊急緊軔列車，惜仍因緊軔緩衝距離不足而高速撞擊砂石車，但已能成功保住全車300餘名乘客的性命；然而他卻不幸被卡在扭曲變形的駕駛室內。後來被救難人員發現倒在駕駛室走道，經緊急送醫後，仍宣告不治。

## 事故列車

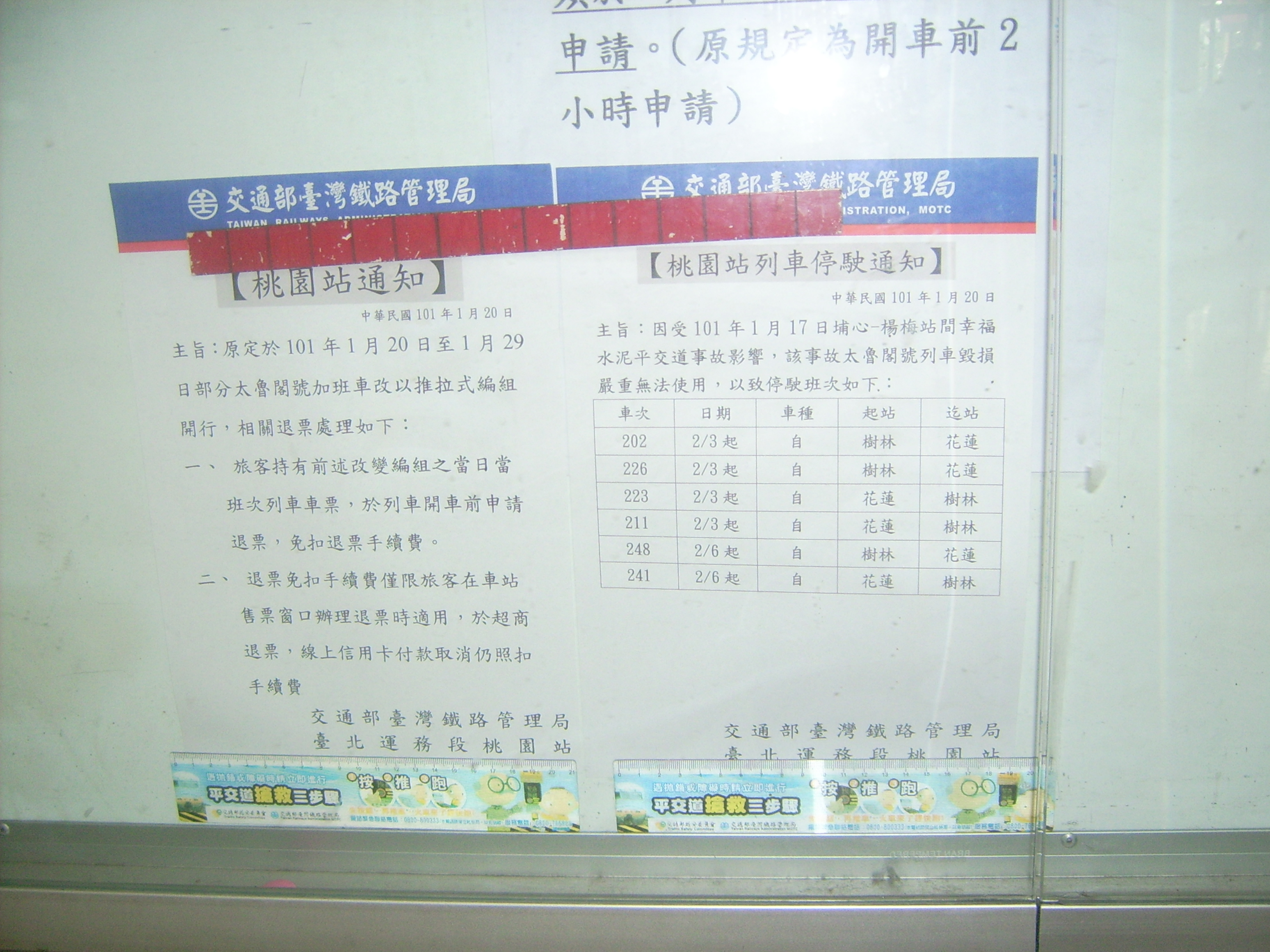
台铁于2012年1月20日于桃园站发布的列车停驶公告

- 當天事故列車為TEMU1000型電聯車的編組（TED1010+TEM1019+TEP1010+TEM1020+TEM1018+TEP1009+TEM1017+TED1009），此為本組車始營運以來第二起事故。
  - 前次為2010年10月19日，擔任1095次太魯閣自強號、行駛於經宜蘭縣五結鄉中興路平交道時，撞上闖越平交道之轎車。
- 先頭車TED1010因高速撞擊砂石車首當其衝，造成該車廂前端嚴重扭曲、底盤位移變形，駕駛室幾近全毀，該節車廂內，有不少的乘客座椅也因脫離固定底座而移位，為該列次受創最嚴重的車廂，傷者也大多分布於此處。
- 後方的TEM1019及TEP1010兩節車廂，也連帶脫軌並撞擊埔心車站的月台邊緣，而使得車體受損。
- 此事故造成TED1010嚴重受損，連帶也使本組車無法再繼續上線營運，直接衝擊2012年的春節期間運輸高峰，以及提高往後的列車營運調度難度。

## 事故之後

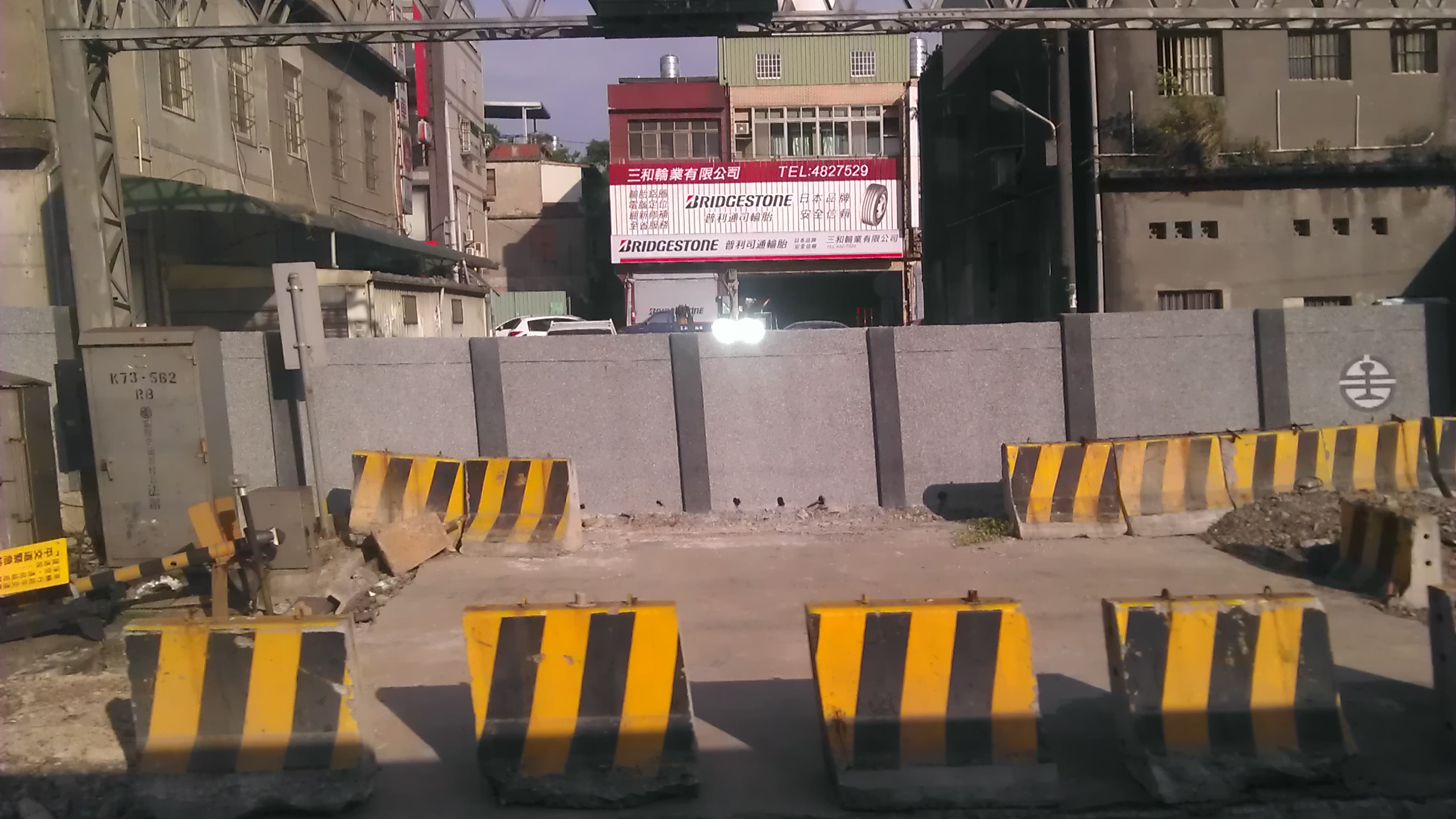
因應事故後而被封鎖的平交道（由列車向外拍攝）

由於本事故造成該列太魯閣號短期內無法使用，台鐵也將多班2012年的春節期間加開的太魯閣自強號班次，改以8輛組成的推拉式自強號車（PP車）替駛。並自2012年2月起，停駛6班例假日開行之太魯閣自強號班次（202次、211次、226次、223次、248次、241次），直至整整一年後，普悠瑪列車引進後接替行駛。
2012年1月30日，在2012年1月17日埔心平交道事故中，不幸殉職的太魯閣號機車長蔡崇輝舉行公祭，時任臺鐵局長范植谷率高層人員前往致哀，並為靈棺覆蓋象徵台鐵最高榮譽的鐵路局路旗；其牌位並於同年3月29日入祀彰化忠烈祠，供後人永久緬懷追思。同時當天上午8時30分，臺鐵在路線上營運的300多列列車，也同步鳴笛3秒鐘，為不幸殉職的同仁，表達最深的敬意。
2012年2月，經日立製造所派技師來台鑑定後，確定嚴重受損TED1010已無法修復，只能宣告報廢。也使TED1010成為台鐵TEMU1000型電聯車首輛報廢的車廂。而原本台鐵打算請日立製造所協助重新打造新車頭（即TED1010），不過日立方面意願並不高，之後協調後，由台鐵進口相關控制、動力及機電總成組件，並消化所有相關技術後，由台鐵自行完成組裝。
事故之後，受創最嚴重的前3節車廂（TED1010+TEM1019+TEP1010），由公路車輛運送至臺北機廠，並拆除車廂所有轉向架等待修復及處理；其餘5節車廂，則由鐵路機車頭回送至樹林調車場暫時停放。
2012年12月，該事故列車殘餘的TEMU1009（TED1009+TEM1017+TEP1009+TEM1018）部分，已於同月初由電力機車牽引至成追線掉轉方向，並將事故編組TEMU1010（TED1010+TEM1019+TEP1010+TEM1020）唯一未受損的車廂TEM1020，取代TEMU1009中原有的TEM1018車廂，並與U2編組的TEMU1003（TED1003+TEM1005+TEP1003+TEM1006）聯掛，恢復上線載客，也形成太魯閣號編組中的特例。而原先U2編組的TEMU1004（TED1004+TEM1007+TEP1004+TEM1008）部分及TEM1018車廂，則停駐於樹林調車場內。
2013年3月，TEMU1004再度恢復與TEMU1003聯掛，TEMU1009（TED1009+TEM1017+TEP1009+TEM1020）則停駐於樹林調車場內。
2013年4月，U6編組的TEMU1012（TED1012+TEM1023+TEP1012+TEM1024）因為ATP問題故摘除檢修，所以TEMU1009改與TEMU1011（TED1011+TEM1021+TEP1011+TEM1022）聯掛上線載客。後來該編組於4月5日停放花蓮站時，TEMU1011被調度失誤的機車頭撞上，導致先頭車TED1011聯結器罩受損而必須進廠維修，因此其再度由機車頭牽引至成追線轉換方向，與修復完成的TEMU1012聯掛。
2013年5月，TEMU1011車頭聯結器修復完畢，重新與TEMU1012聯掛，TEMU1009再度閒置於樹林調車場內。
2013年6月，TEMU1010事故車組的修復案經採限制性招標後，完成決標及與簽約程序，總修復經費1億9,411萬元（含新造TED1000車廂取代報廢的TED1010及修復受損的TEM1019、TEP1010車廂），
2014年9月，TEMU1010事故編組中，由日立原廠新造的TED1000車體（編號繼承TED1010）運抵臺中港，並於隔日裝上走行裝置後，於深夜以甲種運送方式，回送至樹林調車場，進行機電設備、配線組裝與內部陳設裝修等修復作業。而事故中受損的TEM1019、TEP1010車廂，亦同步進行修復作業。維修計畫是於臺北機務段場區內，將可用零件、座椅等從已報廢TED1010舊車體（後以廢料標售）摘除，與其他組件裝至全新TED1010車體後營運。
2015年2月，TED1010、TEM1019、TEP1010三節車廂的修復作業已完竣，並恢復與TEM1020及TEMU1009聯掛。6日完成車廂組合與靜態整合測試，10日已開始進行動態運轉測試。
2015年3月25日，TEMU1009-1010隨著232車次的開行正式恢復載客。

## 相關責任
彭永庄事後言詞狡辯、將事故責任推給號誌問題，經查證號誌系統正常無故障。彭永庄事後一度被羈押，一審被判處有期徒刑2年。2014年8月，台灣高等法院二審依《中華民國刑法》業務過失致死罪判處彭永庄有期徒刑2年6月，可上訴。2015年3月，中華民國最高法院駁回上訴，維持二審有期徒刑2年6月之判決定讞。2015年6月19日，台灣桃園地方法院判決彭永庄及其所屬公司「運通公司」連帶賠償台鐵新台幣2.1億元，創闖平交道天價賠償紀錄，但運通公司登記資本額只有新台幣5,500萬元；台鐵表示，已經聲請假扣押運通公司資產，「能討回多少算多少」，不足部分可能先聲請債權憑證。

## 外部連結
- 埔心火車站當時監視器畫面 （页面存档备份，存于）
- 砂石車駕駛彭永庄未保持跟前車(機車)距離進入平交道之圖片 （页面存档备份，存于）